# Skate Canada International de 2013

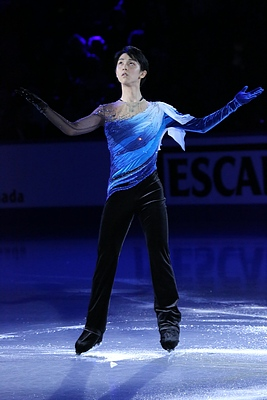
Imagem de um participante da competição

O Skate Canada International de 2013 foi a quadragésima edição do Skate Canada International, um evento anual de patinação artística no gelo organizado pelo Skate Canada, e que fez parte do Grand Prix de 2013–14. A competição foi disputada entre os dias 25 de outubro e 27 de outubro, na cidade de Saint John, Nova Brunswick, Canadá.

## Eventos
- Individual masculino
- Individual feminino
- Duplas
- Dança no gelo

## Medalhistas
| Evento                        | Ouro                                      | Prata                                 | Bronze                                             |
| Individual masculino detalhes | Patrick Chan · Canadá                     | Yuzuru Hanyu · Japão                  | Nobunari Oda · Japão                               |
| Individual feminino detalhes  | Julia Lipnitskaia · Rússia                | Akiko Suzuki · Japão                  | Gracie Gold · Estados Unidos                       |
| Duplas detalhes               | Stefania Berton · Ondřej Hotárek · Itália | Sui Wenjing · Han Cong · China        | Meagan Duhamel · Eric Radford · Canadá             |
| Dança no gelo detalhes        | Tessa Virtue · Scott Moir · Canadá        | Kaitlyn Weaver · Andrew Poje · Canadá | Madison Hubbell · Zachary Donohue · Estados Unidos |

## Resultados

### Individual masculino
| Pos.              | Nome            | Nacionalidade    | Pontos | PC         | PL          |
| ----------------- | --------------- | ---------------- | ------ | ---------- | ----------- |
| Medalha de ouro   | Patrick Chan    | Canadá           | 262.03 | 88.10 (1)  | 173.93 (1)  |
| Medalha de prata  | Yuzuru Hanyu    | Japão            | 234.80 | 80.40 (3)  | 154.40 (2)  |
| Medalha de bronze | Nobunari Oda    | Japão            | 233.00 | 80.82 (2)  | 152.18 (3)  |
| 4                 | Michal Březina  | República Tcheca | 218.32 | 71.71 (7)  | 146.61 (5)  |
| 5                 | Joshua Farris   | Estados Unidos   | 216.72 | 69.14 (8)  | 147.58 (4)  |
| 6                 | Jeremy Abbott   | Estados Unidos   | 215.95 | 74.58 (4)  | 141.37 (6)  |
| 7                 | Elladj Baldé    | Canadá           | 205.19 | 72.35 (6)  | 132.84 (7)  |
| 8                 | Andrei Rogozine | Canadá           | 197.35 | 68.31 (9)  | 129.04 (9)  |
| 9                 | Ross Miner      | Estados Unidos   | 196.89 | 66.71 (10) | 130.18 (8)  |
| 10                | Takahito Mura   | Japão            | 188.53 | 73.08 (5)  | 115.45 (10) |

### Individual feminino
| Pos.              | Nome              | Nacionalidade  | Pontos | PC        | PL         |
| ----------------- | ----------------- | -------------- | ------ | --------- | ---------- |
| Medalha de ouro   | Julia Lipnitskaia | Rússia         | 198.23 | 66.89 (2) | 131.34 (1) |
| Medalha de prata  | Akiko Suzuki      | Japão          | 193.75 | 65.76 (3) | 127.99 (2) |
| Medalha de bronze | Gracie Gold       | Estados Unidos | 186.75 | 69.45 (1) | 117.20 (3) |
| 4                 | Christina Gao     | Estados Unidos | 173.69 | 62.82 (4) | 110.87 (4) |
| 5                 | Amelie Lacoste    | Canadá         | 163.11 | 59.13 (6) | 103.98 (6) |
| 6                 | Courtney Hicks    | Estados Unidos | 162.00 | 50.70 (9) | 111.30 (4) |
| 7                 | Natalia Popova    | Ucrânia        | 149.59 | 52.36 (7) | 93.52 (7)  |
| 8                 | Veronik Mallet    | Canadá         | 138.13 | 50.71 (8) | 87.42 (8)  |
| WD                | Kaetlyn Osmond    | Canadá         | —      | 60.32 (5) | — (WD)     |

### Duplas
| Pos.              | Nome                              | Nacionalidade  | Pontos | PC        | PL         |
| ----------------- | --------------------------------- | -------------- | ------ | --------- | ---------- |
| Medalha de ouro   | Stefania Berton / Ondřej Hotárek  | Itália         | 193.92 | 69.38 (2) | 124.54 (2) |
| Medalha de prata  | Sui Wenjing / Han Cong            | China          | 193.77 | 69.02 (3) | 124.75 (1) |
| Medalha de bronze | Meagan Duhamel / Eric Radford     | Canadá         | 190.62 | 69.57 (1) | 121.05 (3) |
| 4                 | Paige Lawrence / Rudi Swiegers    | Canadá         | 159.82 | 52.94 (6) | 106.88 (4) |
| 5                 | Haven Denney / Brandon Frazier    | Estados Unidos | 158.83 | 55.01 (5) | 103.82 (5) |
| 6                 | Lindsay Davis / Rockne Brubaker   | Estados Unidos | 153.71 | 52.69 (7) | 101.02 (6) |
| 7                 | Mari Vartmann / Aaron Van Cleave  | Alemanha       | 149.59 | 55.08 (4) | 94.51 (7)  |
| 8                 | Margaret Purdy / Michael Marinaro | Canadá         | 131.39 | 39.50 (8) | 91.89 (8)  |

### Dança no gelo
| Pos.              | Nome                                 | Nacionalidade  | Pontos | DC        | DL         |
| ----------------- | ------------------------------------ | -------------- | ------ | --------- | ---------- |
| Medalha de ouro   | Tessa Virtue / Scott Moir            | Canadá         | 181.03 | 73.15 (1) | 107.88 (1) |
| Medalha de prata  | Kaitlyn Weaver / Andrew Poje         | Canadá         | 175.23 | 70.35 (2) | 104.88 (2) |
| Medalha de bronze | Madison Hubbell / Zachary Donohue    | Estados Unidos | 153.20 | 60.92 (3) | 92.28 (3)  |
| 4                 | Ekaterina Riazanova / Ilia Tkachenko | Rússia         | 145.56 | 59.79 (4) | 85.77 (5)  |
| 5                 | Alexandra Paul / Mitchell Islam      | Canadá         | 143.77 | 53.74 (7) | 90.03 (4)  |
| 6                 | Nelli Zhiganshina / Alexander Gazsi  | Alemanha       | 138.16 | 55.19 (5) | 82.25 (6)  |
| 7                 | Charlène Guignard / Marco Fabbri     | Itália         | 134.28 | 52.03 (8) | 82.25 (7)  |
| 8                 | Alexandra Stepanova / Ivan Bukin     | Rússia         | 133.12 | 55.63 (6) | 77.49 (8)  |

## Quadro de medalhas
| Ordem | País           | Medalha de ouro | Medalha de prata | Medalha de bronze |    | Ordem por total |
| ----- | -------------- | --------------- | ---------------- | ----------------- | -- | --------------- |
| 1     | Canadá         | 2               | 1                | 1                 | 4  | 1               |
| 2     | Itália         | 1               |                  |                   | 1  | 4               |
| 2     | Rússia         | 1               |                  |                   | 1  | 4               |
| 4     | Japão          |                 | 2                | 1                 | 3  | 2               |
| 5     | China          |                 | 1                |                   | 1  | 4               |
| 6     | Estados Unidos |                 |                  | 2                 | 2  | 3               |
| TOTAL | TOTAL          | 4               | 4                | 4                 | 12 | —               |